# Nuoto ai XVII Giochi paralimpici estivi - Uomini 100 metri farfalla
Le gare di nuoto 100 metri farfalla maschili ai XVII Giochi paralimpici estivi si sono svolte tra il 29 agosto e il 7 settembre 2024 alla Paris La Défense Arena.

## Programma
Sono stati disputati 7 eventi, articolati in una serie di batterie di qualificazione in mattinata; la finale è stata disputata nel pomeriggio/sera del medesimo giorno.
| Evento | Data   | Data   | Data   | Data   | Data   | Data   | Data  | Data  | Data  | Data  | Data  | Data  | Data  | Data  | Data  | Data  | Data  | Data  | Data  | Data  |
| Evento | Gio 29 | Gio 29 | Ven 30 | Ven 30 | Sab 31 | Sab 31 | Dom 1 | Dom 1 | Lun 2 | Lun 2 | Mar 3 | Mar 3 | Mer 4 | Mer 4 | Gio 5 | Gio 5 | Ven 6 | Ven 6 | Sab 7 | Sab 7 |
| Evento | M      | P      | M      | P      | M      | P      | M     | P     | M     | P     | M     | P     | M     | P     | M     | P     | M     | P     | M     | P     |
| ------ | ------ | ------ | ------ | ------ | ------ | ------ | ----- | ----- | ----- | ----- | ----- | ----- | ----- | ----- | ----- | ----- | ----- | ----- | ----- | ----- |
| S8     |        |        |        |        |        |        |       |       |       |       |       |       |       |       |       |       |       |       | B     | F     |
| S9     |        |        |        |        |        |        |       |       |       |       |       |       |       |       |       |       | B     | F     |       |       |
| S10    |        |        |        |        |        |        |       |       |       |       | B     | F     |       |       |       |       |       |       |       |       |
| S11    |        |        |        |        |        |        |       |       |       |       |       |       |       |       |       |       | B     | F     |       |       |
| S12    |        |        |        |        |        |        |       |       |       |       |       |       |       |       |       |       |       |       | B     | F     |
| S13    | B      | F      |        |        |        |        |       |       |       |       |       |       |       |       |       |       |       |       |       |       |
| S14    | B      | F      |        |        |        |        |       |       |       |       |       |       |       |       |       |       |       |       |       |       |

| M | mattina | P | pomeriggio/sera |

| B | Batterie | F | Finale per medaglia d'oro |

## Risultati
Tutti i tempi sono espressi in minuti e secondi.

### S8
Le gare si sono svolte il 7 settembre 2024.
| Pos. | Atleta                     | Nazione     | Tempo   | Note         |
| ---- | -------------------------- | ----------- | ------- | ------------ |
|      | Alberto Amodeo             | Italia      | 1:02,35 |              |
|      | Wu Hongliang               | Cina        | 1:02,61 |              |
|      | Yang Guanglong             | Cina        | 1:02,73 |              |
| 4    | Li Ting                    | Cina        | 1:03,38 |              |
| 5    | Michal Golus               | Polonia     | 1:05,24 |              |
| 6    | Noah Jaffe                 | Stati Uniti | 1:05,26 |              |
| 7    | Diogo Cancela              | Portogallo  | 1:06,13 |              |
| –    | Dimosthenis Michalentzakis | Grecia      | –       | squalificato |

### S9
Le gare si sono svolte il 6 settembre 2024.
| Pos. | Atleta             | Nazione                     | Tempo   | Note           |
| ---- | ------------------ | --------------------------- | ------- | -------------- |
|      | Simone Barlaam     | Italia                      | 0:57,99 | Record europeo |
|      | Timothy Hodge      | Australia                   | 1:00,03 |                |
|      | Lewis Bishop       | Australia                   | 1:01,08 |                |
| 4    | Federico Morlacchi | Italia                      | 1:01,10 |                |
| 5    | Barry McClements   | Irlanda                     | 1:01,24 |                |
| 6    | Malte Braunschweig | Germania                    | 1:01,29 |                |
| 7    | Xie Zhili          | Cina                        | 1:02,27 |                |
| 8    | Yahor Shchalkanau  | Atleti Paralimpici Neutrali | 1:02,48 |                |

### S10
Le gare si sono svolte il 3 settembre 2024.
| Pos. | Atleta             | Nazione   | Tempo   | Note             |
| ---- | ------------------ | --------- | ------- | ---------------- |
|      | Stefano Raimondi   | Italia    | 0:55,02 |                  |
|      | Ihor Nimchenko     | Ucraina   | 0:55,21 |                  |
|      | Alex Saffy         | Australia | 0:56,61 | Record oceaniano |
| 4    | Col Pearse         | Australia | 0:57,24 |                  |
| 5    | Riccardo Menciotti | Italia    | 0:58,99 |                  |
| 6    | Akito Minai        | Giappone  | 0:59,84 |                  |
| 7    | Alan Ogorzalek     | Polonia   | 1:00,50 |                  |
| 8    | Alexander Elliot   | Canada    | 1:00,75 |                  |

### S11
Le gare si sono svolte il 6 settembre 2024.
| Pos. | Atleta                    | Nazione     | Tempo   | Note                                 |
| ---- | ------------------------- | ----------- | ------- | ------------------------------------ |
|      | Keiichi Kimura            | Giappone    | 1:00,90 | Record paralimpico · Record asiatico |
|      | Danylo Chufarov           | Ucraina     | 1:02,86 |                                      |
|      | Uchu Tomita               | Giappone    | 1:03,89 |                                      |
| 4    | David Kratochvil          | Rep. Ceca   | 1:03,90 |                                      |
| 5    | Rogier Dorsman            | Paesi Bassi | 1:04,29 |                                      |
| 6    | Wendell Belarmino Pereira | Brasile     | 1:04,84 |                                      |
| 7    | Hua Dongdong              | Cina        | 1:09,15 |                                      |
| 8    | Jose Ramon Cantero Elvira | Spagna      | 1:11,06 |                                      |

### S12
Le gare si sono svolte il 7 settembre 2024.
| Pos. | Atleta             | Nazione                     | Tempo   | Note |
| ---- | ------------------ | --------------------------- | ------- | ---- |
|      | Stephen Clegg      | Gran Bretagna               | 0:57,49 |      |
|      | Dzmitry Salei      | Atleti Paralimpici Neutrali | 0:57,92 |      |
|      | Raman Salei        | Azerbaigian                 | 0:58,13 |      |
| 4    | Kylian Portal      | Francia                     | 0:58,17 |      |
| 5    | Yaroslav Denysenko | Ucraina                     | 0:58,31 |      |
| 6    | Douglas Matera     | Brasile                     | 0:59,25 |      |
| 7    | Egor Kuzmin        | Atleti Paralimpici Neutrali | 1:00,58 |      |
| 8    | Maksim Vashkevich  | Atleti Paralimpici Neutrali | 1:00,74 |      |

### S13
Le gare si sono svolte il 29 agosto 2024.
| Pos. | Atleta                       | Nazione                     | Tempo   | Note |
| ---- | ---------------------------- | --------------------------- | ------- | ---- |
|      | Ihar Boki                    | Atleti Paralimpici Neutrali | 0:54,13 |      |
|      | Alex Portal                  | Francia                     | 0:54,38 |      |
|      | Enrique José Alhambra Mollar | Spagna                      | 0:56,27 |      |
| 4    | Oleksii Virchenko            | Ucraina                     | 0:56,61 |      |
| 5    | Muzaffar Tursunkhujaev       | Uzbekistan                  | 0:59,04 |      |
| 6    | Kirill Pankov                | Uzbekistan                  | 0:59,28 |      |
| 7    | Juan Ferron Gutierrez        | Spagna                      | 0:59,77 |      |
| 8    | Nathan Hendricks             | Sudafrica                   | 0:59,91 |      |

### S14
Le gare si sono svolte il 29 agosto 2024.
| Pos. | Atleta              | Nazione       | Tempo   | Note               |
| ---- | ------------------- | ------------- | ------- | ------------------ |
|      | Alexander Hillhouse | Danimarca     | 0:54,61 | Record paralimpico |
|      | William Ellard      | Gran Bretagna | 0:54,86 |                    |
|      | Gabriel Bandeira    | Brasile       | 0:55,08 |                    |
| 4    | Benjamin Hance      | Australia     | 0:56,48 |                    |
| 5    | Naohide Yamaguchi   | Giappone      | 0:57,85 |                    |
| 6    | Robert Isak Jonsson | Islanda       | 0:57,92 |                    |
| 7    | Dmytro Vanzenko     | Ucraina       | 0:58,34 |                    |
| 8    | Cameron Vearncombe  | Gran Bretagna | 0:58,73 |                    |